# 沃氏伊島銀漢魚
沃氏伊島銀漢魚，為輻鰭魚綱銀漢魚目虹銀漢魚科的其中一種，分布於新幾內亞及澳洲北部流域，為熱帶魚類，體長可達4公分，棲息在植被生長茂密的沼澤及溪流，生活習性不明，可做為觀賞魚。